# Copa do Mundo de Voleibol Feminino de 2007
A Copa do Mundo de Voleibol Feminino de 2007 foi realizada pela Federação Internacional de Voleibol (FIVB) no Japão, a edição de 2007 foi disputada entre 2 e 16 de novembro e classificou as equipes de Itália, Brasil e Estados Unidos para os Jogos Olímpicos de Pequim em 2008.
Realizada em sete cidades japonesas, doze equipes representando cada continente participaram do torneio. A Copa do Mundo é disputada em quatro fases, no sistema de todos contra todos. Ao final das onze partidas, a equipe com o maior número de pontos ao final da competição se classificou para os torneio olímpico de voleibol ao lado da vice-campeã e da terceira colocada.
A Itália foi a campeã do torneio pela primeira vez e de forma invicta, perdendo apenas dois sets durante toda a competição.

## Equipes classificadas
Classificaram-se para a Copa do Mundo as cinco equipes campeãs dos torneios continentais durante o ano, as equipes vice-campeãs nos mesmos torneios (exceto a África), o Japão por ser o país-sede e mais duas equipes convidadas, completando as 12 equipes participantes.
| País-sede             |         |                                                     |
| Japão                 | AVC     |                                                     |
| Torneios continentais |         |                                                     |
| Itália                | CEV     | Campeã da Europa                                    |
| Sérvia                | CEV     | Vice-campeã da Europa                               |
| Cuba                  | NORCECA | Campeã das Américas do Norte, Central e Caribe      |
| Estados Unidos        | NORCECA | Vice-campeã das Américas do Norte, Central e Caribe |
| Brasil                | CSV     | Campeã da América do Sul                            |
| Peru                  | CSV     | Vice-campeã da América do Sul                       |
| Tailândia             | AVC     | 3ª colocada da Ásia 1                               |
| Coreia do Sul         | AVC     | 4ª colocada da Ásia 1                               |
| Quênia                | CAVB    | Campeã da África                                    |
| Convidados            |         |                                                     |
| Polónia               | CEV     |                                                     |
| República Dominicana  | NORCECA |                                                     |

1 A equipe do Japão, campeã continental, classificou-se por ser o país-sede da Copa do Mundo e a China, vice-campeã, possui vaga assegurada nos Jogos Olímpcos por ser a nação anfitriã.

## Sedes
| Fases | Grupo A                                    | Grupo B                                 |
| ----- | ------------------------------------------ | --------------------------------------- |
| 1ª    | Tóquio Tokyo Metropolitan Gymnasium        | Hamamatsu Hamamatsu Arena               |
| 2ª    | Osaka Namihaya Dome                        | Sendai Sendai Gymnasium                 |
| 3ª    | Sapporo Hokkaido Prefectural Sports Center | Kumamoto Kumamoto Prefectural Gymnasium |
| 4ª    | Nagoya Nippongaishi Hall                   | Nagoya Park Arena Komaki                |

## Primeira fase

### Tóquio
| Data  | Partida              | Partida | Partida              | Parciais | Parciais | Parciais | Parciais | Parciais |
| Data  | Partida              | Partida | Partida              | 1        | 2        | 3        | 4        | 5        |
| ----- | -------------------- | ------- | -------------------- | -------- | -------- | -------- | -------- | -------- |
| 2 nov | Coréia do Sul        | 0-3     | Sérvia               | 21-25    | 23-25    | 15-25    | -        | -        |
| 2 nov | Itália               | 3-0     | Tailândia            | 25-14    | 25-14    | 25-16    | -        | -        |
| 2 nov | Japão                | 3-0     | República Dominicana | 25-23    | 25-18    | 25-20    | -        | -        |
| 3 nov | Sérvia               | 3-1     | Tailândia            | 25-20    | 18-25    | 25-17    | 26-24    | -        |
| 3 nov | República Dominicana | 0-3     | Itália               | 17-25    | 16-25    | 17-25    | -        | -        |
| 3 nov | Japão                | 3-1     | Coréia do Sul        | 25-23    | 19-25    | 25-22    | 25-16    | -        |
| 4 nov | República Dominicana | 3-2     | Tailândia            | 25-14    | 25-21    | 23-25    | 19-25    | 17-15    |
| 4 nov | Itália               | 3-0     | Coréia do Sul        | 25-15    | 25-19    | 25-22    | -        | -        |
| 4 nov | Japão                | 1-3     | Sérvia               | 20-25    | 20-25    | 25-18    | 24-26    | -        |

### Hamamatsu
| Data  | Partida | Partida | Partida        | Parciais | Parciais | Parciais | Parciais | Parciais |
| Data  | Partida | Partida | Partida        | 1        | 2        | 3        | 4        | 5        |
| ----- | ------- | ------- | -------------- | -------- | -------- | -------- | -------- | -------- |
| 2 nov | Cuba    | 3-0     | Quênia         | 25-11    | 25-18    | 25-20    | -        | -        |
| 2 nov | Peru    | 0-3     | Estados Unidos | 23-25    | 14-25    | 19-25    | -        | -        |
| 2 nov | Brasil  | 3-0     | Polônia        | 25-12    | 25-20    | 25-22    | -        | -        |
| 3 nov | Cuba    | 2-3     | Estados Unidos | 25-20    | 21-25    | 18-25    | 25-20    | 11-15    |
| 3 nov | Peru    | 0-3     | Polônia        | 17-25    | 17-25    | 16-25    | -        | -        |
| 3 nov | Brasil  | 3-0     | Quênia         | 25-16    | 25-7     | 25-14    | -        | -        |
| 4 nov | Quênia  | 0-3     | Peru           | 16-25    | 9-25     | 19-25    | -        | -        |
| 4 nov | Brasil  | 3-2     | Cuba           | 25-19    | 19-25    | 25-17    | 19-25    | 15-11    |
| 4 nov | Polônia | 1-3     | Estados Unidos | 21-25    | 25-12    | 25-27    | 17-25    | -        |

## Segunda fase

### Osaka
| Data  | Partida              | Partida | Partida       | Parciais | Parciais | Parciais | Parciais | Parciais |
| Data  | Partida              | Partida | Partida       | 1        | 2        | 3        | 4        | 5        |
| ----- | -------------------- | ------- | ------------- | -------- | -------- | -------- | -------- | -------- |
| 6 nov | Itália               | 3-2     | Sérvia        | 23-25    | 25-14    | 16-25    | 25-17    | 15-7     |
| 6 nov | República Dominicana | 1-3     | Coréia do Sul | 24-26    | 25-22    | 20-25    | 21-25    | -        |
| 6 nov | Japão                | 3-0     | Tailândia     | 25-19    | 27-25    | 25-14    | -        | -        |
| 7 nov | Coréia do Sul        | 3-0     | Tailândia     | 25-21    | 25-20    | 25-21    | -        | -        |
| 7 nov | República Dominicana | 0-3     | Sérvia        | 22-25    | 14-25    | 23-25    | -        | -        |
| 7 nov | Japão                | 0-3     | Itália        | 18-25    | 19-25    | 14-25    | -        | -        |

### Sendai
| Data  | Partida | Partida | Partida        | Parciais | Parciais | Parciais | Parciais | Parciais |
| Data  | Partida | Partida | Partida        | 1        | 2        | 3        | 4        | 5        |
| ----- | ------- | ------- | -------------- | -------- | -------- | -------- | -------- | -------- |
| 6 nov | Quênia  | 0-3     | Estados Unidos | 9-25     | 20-25    | 10-25    | -        | -        |
| 6 nov | Cuba    | 3-2     | Polônia        | 21-25    | 26-24    | 22-25    | 25-21    | 15-13    |
| 6 nov | Brasil  | 3-0     | Peru           | 25-17    | 25-15    | 25-17    | -        | -        |
| 7 nov | Quênia  | 0-3     | Polônia        | 12-25    | 10-25    | 15-25    | -        | -        |
| 7 nov | Cuba    | 3-0     | Peru           | 29-27    | 25-19    | 25-13    | -        | -        |
| 7 nov | Brasil  | 2-3     | Estados Unidos | 25-17    | 25-16    | 21-25    | 23-25    | 9-15     |

## Terceira fase

### Sapporo
| Data   | Partida | Partida | Partida | Parciais | Parciais | Parciais | Parciais | Parciais |
| Data   | Partida | Partida | Partida | 1        | 2        | 3        | 4        | 5        |
| ------ | ------- | ------- | ------- | -------- | -------- | -------- | -------- | -------- |
| 9 nov  | Itália  | 3-0     | Polônia | 25-15    | 25-15    | 25-18    | -        | -        |
| 9 nov  | Quênia  | 0-3     | Sérvia  | 15-25    | 16-25    | 10-25    | -        | -        |
| 9 nov  | Japão   | 3-1     | Peru    | 25-18    | 25-13    | 22-25    | 25-19    | -        |
| 10 nov | Itália  | 3-0     | Quênia  | 25-13    | 25-13    | 25-5     | -        | -        |
| 10 nov | Peru    | 0-3     | Sérvia  | 15-25    | 15-25    | 23-25    | -        | -        |
| 10 nov | Japão   | 3-2     | Polônia | 19-25    | 25-23    | 18-25    | 25-22    | 15-12    |
| 11 nov | Itália  | 3-0     | Peru    | 25-13    | 25-21    | 25-17    | -        | -        |
| 11 nov | Polônia | 3-2     | Sérvia  | 24-26    | 25-23    | 25-12    | 19-25    | 15-10    |
| 11 nov | Japão   | 3-0     | Quênia  | 25-14    | 25-12    | 25-8     | -        | -        |

### Kumamoto
| Data   | Partida              | Partida | Partida              | Parciais | Parciais | Parciais | Parciais | Parciais |
| Data   | Partida              | Partida | Partida              | 1        | 2        | 3        | 4        | 5        |
| ------ | -------------------- | ------- | -------------------- | -------- | -------- | -------- | -------- | -------- |
| 9 nov  | Brasil               | 3-0     | Tailândia            | 25-12    | 25-13    | 25-20    | -        | -        |
| 9 nov  | República Dominicana | 1-3     | Estados Unidos       | 16-25    | 25-20    | 16-25    | 18-25    | -        |
| 9 nov  | Cuba                 | 3-2     | Coréia do Sul        | 25-20    | 17-25    | 19-25    | 25-21    | 15-10    |
| 10 nov | Cuba                 | 3-1     | República Dominicana | 25-13    | 25-27    | 25-23    | 25-18    | -        |
| 10 nov | Tailândia            | 1-3     | Estados Unidos       | 25-21    | 19-25    | 11-25    | 13-25    | -        |
| 10 nov | Brasil               | 3-0     | Coréia do Sul        | 25-15    | 25-17    | 25-17    | -        | -        |
| 11 nov | Cuba                 | 3-1     | Tailândia            | 25-22    | 23-25    | 25-22    | 25-13    | -        |
| 11 nov | Coréia do Sul        | 0-3     | Estados Unidos       | 21-25    | 19-25    | 23-25    | -        | -        |
| 11 nov | Brasil               | 3-0     | República Dominicana | 25-16    | 25-12    | 25-14    | -        | -        |

## Quarta fase

### NagoyaA
| Data   | Partida | Partida | Partida        | Parciais | Parciais | Parciais | Parciais | Parciais |
| Data   | Partida | Partida | Partida        | 1        | 2        | 3        | 4        | 5        |
| ------ | ------- | ------- | -------------- | -------- | -------- | -------- | -------- | -------- |
| 14 nov | Brasil  | 0-3     | Itália         | 20-25    | 23-25    | 19-25    | -        | -        |
| 14 nov | Sérvia  | 3-1     | Estados Unidos | 28-26    | 23-25    | 25-20    | 25-23    | -        |
| 14 nov | Japão   | 1-3     | Cuba           | 25-22    | 29-31    | 23-25    | 20-25    | -        |
| 15 nov | Brasil  | 3-0     | Sérvia         | 25-13    | 25-14    | 25-21    | -        | -        |
| 15 nov | Cuba    | 0-3     | Itália         | 25-27    | 19-25    | 16-25    | -        | -        |
| 15 nov | Japão   | 0-3     | Estados Unidos | 17-25    | 14-25    | 20-25    | -        | -        |
| 16 nov | Cuba    | 3-1     | Sérvia         | 23-25    | 25-22    | 25-20    | 25-22    | -        |
| 16 nov | Itália  | 3-0     | Estados Unidos | 25-20    | 25-18    | 27-25    | -        | -        |
| 16 nov | Japão   | 1-3     | Brasil         | 16-25    | 25-23    | 18-25    | 18-25    | -        |

### NagoyaB
| Data   | Partida              | Partida | Partida       | Parciais | Parciais | Parciais | Parciais | Parciais |
| Data   | Partida              | Partida | Partida       | 1        | 2        | 3        | 4        | 5        |
| ------ | -------------------- | ------- | ------------- | -------- | -------- | -------- | -------- | -------- |
| 14 nov | Quênia               | 2-3     | Tailândia     | 15-25    | 25-23    | 25-22    | 13-25    | 10-15    |
| 14 nov | República Dominicana | 0-3     | Polônia       | 14-25    | 14-25    | 18-25    | -        | -        |
| 14 nov | Coréia do Sul        | 3-0     | Peru          | 25-17    | 26-24    | 25-20    | -        | -        |
| 15 nov | República Dominicana | 3-0     | Quênia        | 25-19    | 25-16    | 25-18    | -        | -        |
| 15 nov | Peru                 | 0-3     | Tailândia     | 23-25    | 22-25    | 17-25    | -        | -        |
| 15 nov | Coréia do Sul        | 1-3     | Polônia       | 20-25    | 25-20    | 23-25    | 19-25    | -        |
| 16 nov | República Dominicana | 3-2     | Peru          | 23-25    | 21-25    | 25-17    | 25-10    | 15-13    |
| 16 nov | Polônia              | 3-0     | Tailândia     | 25-15    | 25-17    | 25-22    | -        | -        |
| 16 nov | Quênia               | 0-3     | Coréia do Sul | 16-25    | 17-25    | 12-25    | -        | -        |

## Classificação geral
| Pos | Equipe               | Pts | J  | V  | D  | PP   | PC  | PA    | SP | SC | SA     |
| --- | -------------------- | --- | -- | -- | -- | ---- | --- | ----- | -- | -- | ------ |
| 1   | Itália               | 22  | 11 | 11 | 0  | 858  | 604 | 1,421 | 33 | 2  | 16,500 |
| 2   | Brasil               | 20  | 11 | 9  | 2  | 891  | 671 | 1,328 | 29 | 9  | 3,222  |
| 3   | Estados Unidos       | 20  | 11 | 9  | 2  | 940  | 821 | 1,145 | 28 | 13 | 2,154  |
| 4   | Cuba                 | 19  | 11 | 8  | 3  | 1020 | 951 | 1,073 | 28 | 17 | 1,647  |
| 5   | Sérvia               | 18  | 11 | 7  | 4  | 910  | 866 | 1,051 | 26 | 15 | 1,733  |
| 6   | Polónia              | 17  | 11 | 6  | 5  | 908  | 820 | 1,107 | 23 | 18 | 1,278  |
| 7   | Japão                | 17  | 11 | 6  | 5  | 885  | 866 | 1,022 | 21 | 19 | 1,105  |
| 8   | Coreia do Sul        | 15  | 11 | 4  | 7  | 825  | 848 | 0,973 | 16 | 22 | 0,727  |
| 9   | República Dominicana | 14  | 11 | 3  | 8  | 797  | 911 | 0,875 | 12 | 28 | 0,429  |
| 10  | Tailândia            | 13  | 11 | 2  | 9  | 784  | 924 | 0,848 | 11 | 29 | 0,379  |
| 11  | Peru                 | 12  | 11 | 1  | 10 | 681  | 855 | 0,796 | 6  | 30 | 0,200  |
| 12  | Quênia               | 11  | 11 | 0  | 11 | 498  | 860 | 0,579 | 2  | 33 | 0,061  |

PTS - pontos, J - jogos, V - vitórias, D - derrotas, PP - pontos pró, PC - pontos contra, PA - pontos average, SP - sets pró, SC - sets contra, SA - sets average
|  |                                           |
|  | Classificados aos Jogos Olímpicos de 2008 |

## Premiações
| 1 | 2 | 3 |
| Itália Sara Anzanello Francesca Piccinini Martina Guiggi Jenny Barazza Manuela Secolo Paola Cardullo Serena Ortolani Taismary Agüero Francesca Ferretti Eleonora Lo Bianco Antonella Del Core Simona Gioli | Brasil Walewska Oliveira Paula Pequeno Caroline Gattaz Thaísa Menezes Hélia Souza (Fofão) Josefa Fabíola de Souza Fabiana Claudino Welissa Gonzaga (Sassá) Jaqueline Carvalho Sheilla Castro Fabiana de Oliveira (Fabi) Natália Pereira | Estados Unidos Ogonna Nnamani Danielle Scott-Arruda Tayyiba Haneef-Park Lindsey Berg Stacy Sykora Logan Tom Heather Bown Jennifer Joines Kimberly Glass Robyn Ah Mow-Santos Nicole Davis Cassandra Busse |

| Simona Gioli         | Itália  | MVP (Most Valuable Player) |
| Katarzyna Skowrońska | Polónia | Melhor pontuadora          |
| Nancy Carrillo       | Cuba    | Melhor atacante            |
| Simona Gioli         | Itália  | Melhor bloqueadora         |
| Yanelis Santos       | Cuba    | Melhor saque               |
| Hélia Souza "Fofão"  | Brasil  | Melhor levantador          |
| Paola Cardullo       | Itália  | Melhor líbero              |